# Boeing 376
Boeing 376 (também referido como BSS-376, e anteriormente de HS-376) é um modelo de plataforma de satélites, desenvolvido inicialmente pela Hughes Aircraft Company (que depois foi incorporada à Boeing).
Satélites que usam essa plataforma, são do tipo dual-spinner, formados por duas partes de formato aproximadamente cilíndrico que rodam com velocidade de rotação diferente. Uma parte roda de forma sincronizada com a Terra, e é a plataforma onde fica a antena de comunicações. A outra parte roda em alta velocidade (em torno de 55 rotações por minuto), e nela ficam os tanques de combustível, os jatos e os painéis solares.